# Unicapsula muscularis
Unicapsula muscularis is een microscopische parasiet uit de familie Trilosporidae. Unicapsula muscularis werd in 1924 beschreven door Davis. 